# 클라우디오 카스타뇰리
클라우디오 카스타뇰리(Claudio Castagnoli, 1980년 12월 27일 ~ )는 스위스의 프로레슬링선수다. FCW/WWE 링네임은 안토니오 세자로(Antonio Cesaro)/세자로(Cesaro)다. 2000년 프로레슬링 입문했고 피니쉬는 리콜라 밤(스트레이드 재킷 파워밤), 스피닝 유러피안 어퍼컷, 오버-더 숄더 싱글 레그 보스턴 크랩, 인버티드 치카라 스페셜(닐링 스톱-오버 헤드 홀드 암바), 라살테씨 리프트(카렐린 리프트 드롭피드 인투 사이드 파일드라이버), 스위스블레이드(사이드 데스 벨리 드라이버) 스위스 데스/슈퍼 어퍼컷/베리 유러피안 어퍼컷(팝-업 유러피안 어퍼컷)인데 주로 자주 사용을 한다. 그리고 뉴트럴라이저(크래들 인버티드 벨리 투 백 매트 슬램), 크로스페이스, 샤프슈터도 사용을 하는데... 2015년에서도 타이슨 키드가 사모아 조대결에서 끝내 지면서 키드가 부상을 당하며 쉬게 되면서 이걸 사용을 하기 시작을 한다. 크로스페이스는 2015년 이걸 자주 사용을 하다가 2016년까지는 아예 사용을 하지 않는다. 그리고 시그니처 기술은 바로 스프링보드 유러피안 어퍼컷, 세자로 스윙(자이언트 스윙)으로 사용을 하는데 이거는 주로 인디단체에서 자주 사용을 했었다. 그리고 지금도 이걸 사용을 한다. 그리고는 크레이니얼 크랭크(친락)을 사용을 하는데 이 기술은 상대의 뒤에서 한 팔로 목을 감싸고 조이고 회전을 이용하기도 하여 숨을 못쉬게 하는 그런 기술이다. 그리고는 코너 유러피안 어퍼컷, 다이빙 유러피안 어퍼컷을 자주 이것도 사용을 하고 게다가 드롭킥도 자주 사용을 하고 틸트-어-휠 백브레이커도 자주 사용을 한다. 그러다가 브릿지 저먼 수플렉스 홀드, 브릿지 폴어웨이 슬램 홀드도 자주 사용을 한다. 더블 언더훅 파워밤도 사용을 하는 것도 빼놓을 수도 없다는 증거다. 스위스-원-나인 (타이거 페인트킥)도 사용을 한다.

## Professional wrestling highlights
- Finishing moves
  - As Antonio Cesaro/Cesaro
    - Crossface - 2015–2016; used as a characteristic move later
    - Neutralizer (Cradle inverted belly to back mat slam)
    - Ricola Bomb (Straight jacket powerbomb) (FCW); rarely used as a characteristic move in NXT/WWE
    - Sharpshooter, usually transition from a Cesaro's Swing - 2015-present; adopted by Tyson Kidd
    - Very European Uppercut / Swiss Death (Pop-up european uppercut) (FCW/NXT); sometimes used on a flying opponent as a counter-move (WWE); later used as a characteristic move

  - As Claudio Castagnoli
    - Alpamare Waterslide (Side death Valley driver)
    - Discus european uppercut
    - Inverted Chikara Special (Kneeling step-over head-hold armbar on an opponent upside down) - Chikara
    - Lasartesse Lift (Karelin lift in a side piledriver) - 2007
    - Over the shoulder single leg boston crab with a neckscissors - PWG; later used as a characteristic move in ROH/Independent circuit
    - Ricola Bomb (Sitout straight jacket powerbomb)
    - Very European Uppercut / Swiss Death (Pop-up european uppercut)
- Signature moves
  - Bridging fallaway slam
  - Cesaro's Swing (Giant swing)
  - Cranial Crank (Chinlook)
  - Diving crossbody
  - Double foot stomp
  - Double underhook powerbomb
  - Multiple european uppercut variations
    - Diving
    - Jumping
    - Running corner
    - Short-arm
    - Springboard

  - Multiple kick variations
    - Drop
    - Jumping big boot
    - Somersault enzuigiri
    - Swiss 1-9 (Tiger feint at the head of an opponent resting on the second string) - adopted by Rey Mysterio

  - Multiple suplex variations
    - Delayed german
    - Gutwrench
    - Overhead belly to belly

  - Running somersault lariat
  - Suicide dive
  - Tilt-a-whirl backbreaker
- With Sheamus
  - Finishing moves
    - Lifting spinebuster (Cesaro) and Brogue Kick (Running bicycle kick) (Sheamus) combination

  - Signature moves
    - Military press (Sheamus) and Very European Uppercut (Pop-up european uppercut) (Cesaro) combination
    - Rolling senton (Sheamus) and double foot stomp (Cesaro) combination
    - White Noise (Over-the-shoulder belly-to-back piledriver) (Sheamus) and diving DDT (Cesaro) combination
- With Tyson Kidd
  - Finishing moves
    - Straight jacket powerbomb (Cesaro) and diving neckbreaker (Kidd) combination

  - Signature moves
    - Cesaro's Swing (Cesaro) and dropkick (Kidd) combination
- Nicknames
  - "Double C"
  - "The Most Money Making Man"
  - "The Stalwart Swiss Powerhouse"
  - "Very European"
  - "The Swiss Sensation"
  - "The Swiss Superman"
  - "The Swiss Superstar"
  - "The Paul Heyman Guy"
  - "A Real American"
  - "The King Of Swing"
  - "The Swiss Cyborg"
- Managers
  - Aksana
  - Jade Chung
  - Paul Heyman
  - Prince Nana
  - Sara Del Rey
  - Shane Hagadorn
  - Socal Val
  - Zeb Colter
- Tag teams and stables
  - Neville and Sesaro
  - The Bar
  - The Real Americans
  - Tyson Kidd and Cesaro (with Natalya)
- Entrance themes
  - "I've Got to Have It (Instrumental)" by Jermaine Dupri featuring Nas and Monica
  - "We Are the Champions" by Queen (Used while teaming with Chris Hero)
  - "1812 Overture" by Pyotr Ilyich Tchaikovsky
  - "Engel" by Rammstein (used while a part of the Bruderschaft des Kreuzes)
  - "KoW (Kings)" by Cody B. Ware, Emilio Sparks and J Glaze (used while teaming with Chris Hero)
  - "Im Namen Der Bruderschaft" by Kenny Pickett (used while a part of the Bruderschaft des Kreuzes)
  - "Miracle" by Jim Johnston (WWE; 2012-2014)
  - Patriot by CFO$ (WWE; 2013-2014; used as a member of the Real Americans)
  - "Swiss Made" by CFO$ (WWE; 2014-2016)
  - "Hellfire" (with the Swiss Made intro) by CFO$ (WWE; 2016-2019; used in tag team with Sheamus)
  - "SuperHuman" by CFO$ (WWE; 2019-2022)
  - "Uppercut Swingphony" by Mikey Rukus (AEW; 2022-present)

## 신체 사항
키는 196cm(6 ft 5 in)에다가 몸무게는 105kg(232 lb)이다.

## 수상
- 치카라 캠프오네토스 빠레하스 (2회) - 크리스 히어로 (1회), 아레스 (1회)
- 글로벌 건틀릿 (2008)
- 킹 오브 트리오 (2010) - 털사스
- 태그 월드 그랜드 프히 (2005) - 아리크 캐논
- 태그 월드 그랜드 프히 (2006) - 크리스 히어로
- 또르네오 시베르네치코 (2007)
- CAPW 유니파이드 헤비웨이트 챔피언 (1회)
- CZW 월드 태그팀 챔피언 (2회) - 크리스 히어로
- 라스트 팀 스탠딩 (2006) - 크리스 히어로
- GSW 태그팀 챔피언 (2회) - 아레스
- JCW 태그팀 챔피언 (1회) - 크리스 히어로
- IPW UK 태그팀 챔피언 (1회) - 아레스
- IWA 스와질랜드 월드 헤비웨이트 챔피언 (1회)
- PWG 월드 챔피언 (1회)
- PWI 랭크드 힘 13 오브 더 탑 500 싱글즈 레슬링 인 더 PWI 500 인 2014
- ROH 월드 챔피언 (2회)
- ROH 태그팀 챔피언 (2회) - 크리스 히어로
- 레이스 오브 더 탑 토너먼트 (2007)
- 태그 월스 토너먼트 (2010)
- 모스트 페인풀 인절리 오브 더 탑 (2015) 쉐어 위드 다니엘 브라이언 앤 세스 롤린스
- 모스트 퍼즈링리 푸쉬드-덴-베리드 퍼포머 (2014)
- SWF 파워하우스 챔피언 (2회)
- SWF 태그팀 챔피언 (1회) - 아레스
- wXw 월드 헤비웨이트 챔피언 (2회)
- wXw 태그팀 챔피언 (3회) - 아레스
- 모스트 언더레이티드 (2014)
- 태그팀 오브 더 이열 (2010) - 위드 크리스 히어로
- WWE RAW 태그팀 챔피언 (5회) - 타이슨 키드 (1회), 쉐이머스 (4회)
- WWE 스맥다운 태그팀 챔피언 (2회) - 쉐이머스 (1회), 나카무라 신스케 (1회)
- WWE 유나이티드 스테이츠 챔피언 (1회)
- 앙드레 더 자이언트 기념 배틀 로얄 (2014)
- 슬래미 어워드 (1회)
  - 베스트 존 시나 US 오픈 챌린지 (2015)
- WWE 이열-엔드 어워즈 포 태그팀 오브 더 이열 (2018) - 쉐이머스